# Estadio Teodoro Mariscal
El Estadio Teodoro Mariscal es un estadio de béisbol que está ubicado en la ciudad de Mazatlán, Sinaloa. Cuenta con una capacidad de 16 000 espectadores y es la casa de los Venados de Mazatlán, equipo mexicano de béisbol que participa en la Liga Mexicana del Pacífico.
El Estadio Teodoro Mariscal ha sido escenario de 15 Series Finales, 9 campeonatos de Liga Mexicana del Pacífico, 2 Juegos de las estrellas y 5 Series del Caribe.

## Historia
Para la temporada 1962-1963, en plena Liga del Noroeste, se jugó por primera vez en el nuevo estadio, que más adelante llevaría el nombre del gran Teodoro Mariscal, en honor a esta persona que hizo mucho por este deporte en la localidad.
A mucha gente amante al rey de los deportes en ese entonces se le hacía muy lejos el arribo al Teodoro Mariscal, pero conforme han transcurrido los años, este escenario está bien ubicado y muy funcional para todo espectador y visitantes que asisten a él.
El Teodoro Mariscal ha sufrido modificaciones año tras año, pero a partir del año 2000, el Ayuntamiento de Mazatlán, a cargo del Alcalde Alejandro Higuera Osuna, junto con el Club Venados firmó un convenio de concesión de varios años del inmueble.
De ahí en adelante la cara del estadio cambió y de qué manera, al aumentar cada año el aforo y los servicios de este excelente escenario, que ha sido sede de varias finales y Series del Caribe.
Las dimensiones de los jardines son de 325 pies por las rayas de los prados derecho e izquierdo, mientras que por el central la distancia es la más amplia de todos los estadios de la Liga del Pacífico, con 400 pies.
Con una inversión de 416 millones de pesos, el viernes 14 de julio de 2017 inició la reconstrucción del estadio, que constó de 3 etapas y una duración de 1 año 3 meses.Una Obra con un Concepto Moderno y muy Innovador que cambia la cara de este legendario Estadio. El concepto de fachadas fue propuesto por el  Arquitecto Sinaloense Omar Theojary Sicairos , también diseñador del concepto de fachadas de los estadios de Cañeros de Los Mochis y Dorados de Sinaloa.

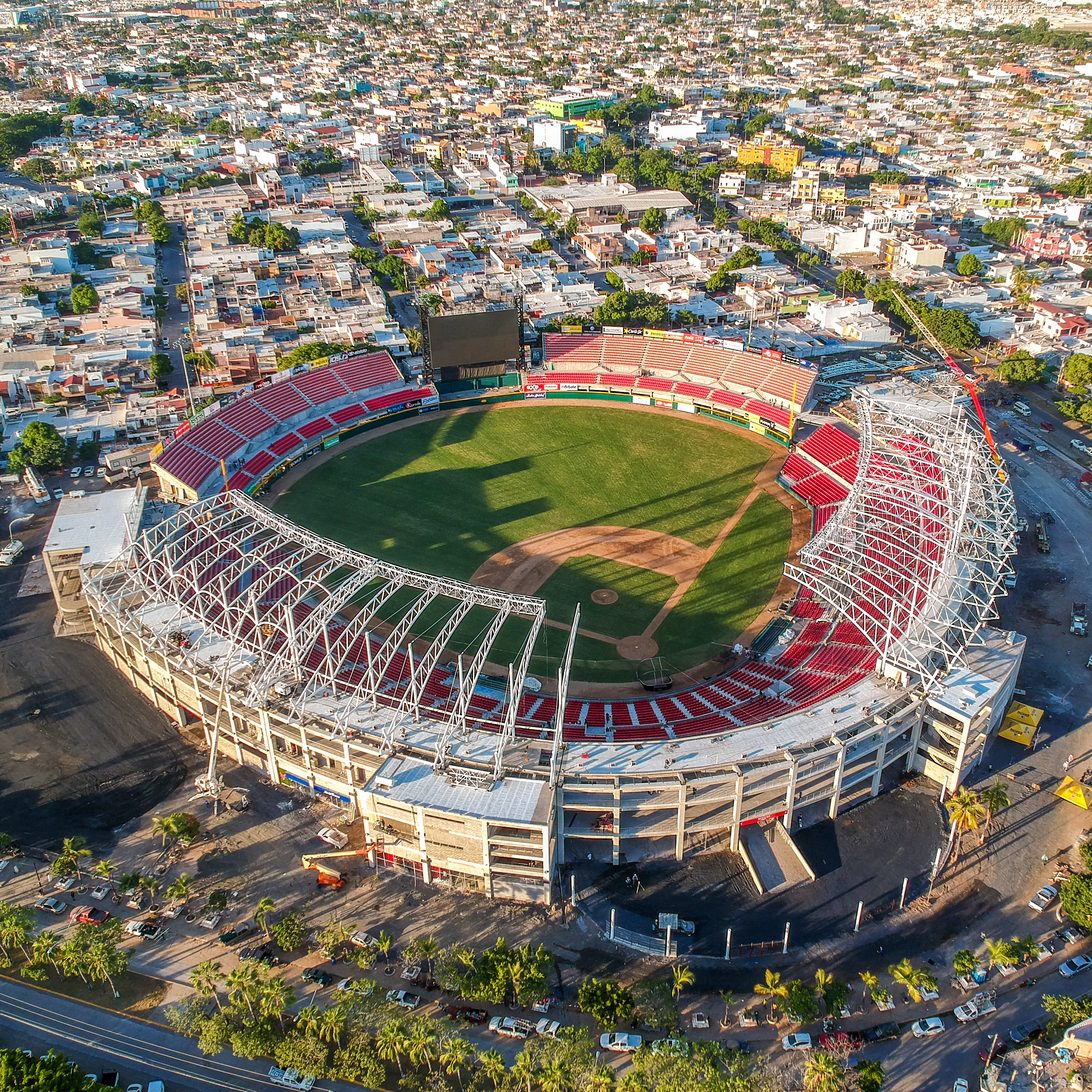
Remodelación en curso

Finalmente, el 13 de octubre de 2018 fue inaugurado el nuevo estadio con el encuentro entre los Venados de Mazatlán y los Charros de Jalisco, que abrió la temporada 2018-19 de la Liga del Pacífico.
En febrero de 2019, el estadio fue acondicionado para convertirse en la sede temporal del Pacific Fútbol Club, por lo que se colocó césped en aquellas zonas de tierra del campo de béisbol. El 15 de febrero de 2019 se celebró el primer juego de balompié en este estadio con derrota del equipo local por 1-2 ante el Tepatitlán. El equipo únicamente permanecería en el estadio hasta el mes de abril, ya que posteriormente la franquicia fue congelada por su directiva y finalmente se completó la construcción del Estadio de Mazatlán, dedicado al fútbol, por lo que el Teodoro Mariscal dejó de ser usado para la práctica de este deporte.
| Predecesor: Estadio Quisqueya Santo Domingo, DOM 2004 | Sede de la Serie del Caribe 2005 | Sucesor: Estadio José Bernardo Pérez y Estadio José Pérez Colmenares Maracay y Valencia, VEN 2006 |